# Rino Malzoni
Genaro Domenico Núncio Malzoni, conhecido por Rino Malzoni (Itália, 17 de março de 1917 - São Paulo, outubro de 1979), foi um projetista e construtor Italiano naturalizado brasileiro, especializado em automóveis esportivos. Em 1963, fundou a Sociedade de Automóveis Lumimari, junto com Luiz Roberto Alves da Costa (LU), Milton Masteguin (MI), e Mario Cezar de Camargo Filho (MA), sendo ele próprio representado pela sigla (RI). A marca mais tarde se transformaria na Puma Indústria de Veículos SA. 
Veio para o Brasil na companhia dos pais em 1922, naturalizando-se brasileiro mais tarde. Embora seja advogado por formação, foi responsável pela criação de vários modelos de automóveis esportivos, entre eles o GT Malzoni, Puma GT, Puma GT4R e Puma GTB. Seu automóvel de maior sucesso foi o GT Malzoni.
Além de projetista de automóveis, Malzoni também foi advogado e fazendeiro. 

## Biografia

### Infância e vida adulta
Rino Malzoni nasceu em 17 de março de 1917 na Itália, e veio para o Brasil com seus pais em 1922, quanto tinha apenas cinco anos de idade. Sua família, entretanto, já estava no Brasil havia cinquenta anos, já que seu avô, Genaro Malzoni, imigrou para o país em 1859, mas diferentemente da maioria dos italianos que se mudavam para cá, que era em busca de trabalho, seu avô veio investir no Brasil, assim ele comprou uma região no interior de São Paulo, em Matão, e lá foi criada a Fazenda Trindade, que tinha como objetivo de plantar café.
Além de criar sua fazenda, seu avô também criou um entreposto em Santos que se chamava Casa Comissária, que servia para exportar café, e com seus irmãos ele criou um banco chamado Casa Bancária Irmãos Malzoni, esse espírito de empreender que seu avô tinha serviu de muita inspiração para Rino Malzoni, anos mais tarde. O pai de Rino, Francisco Malzoni Neto, havia nascido no Brasil, mas foi para a Itália em 1898, por um desejo de retornar para a terra de origem da família e lá ele estudou e mais tarde se casou com Imaculatta Matarazzo, com ele teve quatro filhos, Gerano (Rino) Malzoni, Catarina Malzoni, Fulvio Malzoni e Tereza Malzoni. A família planejava voltar ao Brasil, mas enfrentou grandes problemas devido à Primeira Guerra Mundial que assolou a Europa entre 1914 e 1919.
Ainda na infância, quando sua família retornou ao Brasil em 1922, Rino já demonstrava interesse por carros, e não queria que seu pai vendesse o Alfa Romeo que possuíam na Itália. Seu pai reassumiu os negócios que a família tinha em Matão no Estado de São Paulo e muitos anos depois, em 1953, ele comprou a Fazenda Chimbó, onde investiu em produtividade agrícola com vários maquinários e também empreendendo no ramo de bebidas.
Durante sua adolescência, sua paixão por veículos foi aumentando e ele aprendeu a dirigir com 14 anos e a utilizar e consertar máquinas de produção agrícola. Na época, também passava muito tempo com seu tio, Gino Torchio, que tinha uma oficina e lá teve acesso a um maquinário bem moderno e aprendeu a construir e modificar peças de carros. Assim, construiu seu primeiro veículo usando um Lancia com a carroceria aberta e modificando-o com peças de outros veículos, sempre se baseando em revistas europeias que tinha consigo para fazer as modificações, e todas sempre com muitas anotações.
Anos depois, Rino se formou advogado na Faculdade de Direito do Largo de São Francisco, que na época era uma das melhores faculdades do país e começou a trabalhar na Companhia Sul-Americana de Metais, do empresário Francisco “Baby” Pignatari. Mas sua carreira de advogado foi curta. Em 1943 se casou com Anita Artimonte, filha de José Artimonte, um fazendeiro local. Eles tiveram dois filhos, Maria do Rosário nascida em 1947 e Francisco nascido em 1955.

### Lumimara e Puma
Rino Malzoni sempre manteve sua paixão por automóveis e continuou construindo esses veículos em sua oficina, dentro de sua fazenda em Matão. Na época, foi contatado pela Vemag que desejava construir um veículo para competir com a Willys no Autódromo de Interlagos, e Rino construiu o que seria mais tarde o GT Malzoni, com mecânica e chassis fornecidos pela própria Vemag. O carro se tornou um grande sucesso no ano de seu lançamento e cumpriu a promessa de ganhar da Willys, vencendo as principais corridas entre 1964 e 1965. Com esse projeto, Rino junto com Luiz Roberto Alves da Costa (LU), Milton Masteguin (MI), Mario Cezar de Camargo Filho (MA), sendo Rino Malzoni (RI), fundaram a Sociedade de Automóveis Lumimari, marca essa que posteriormente se tornou a Puma Veículos e Motores, em 1966.

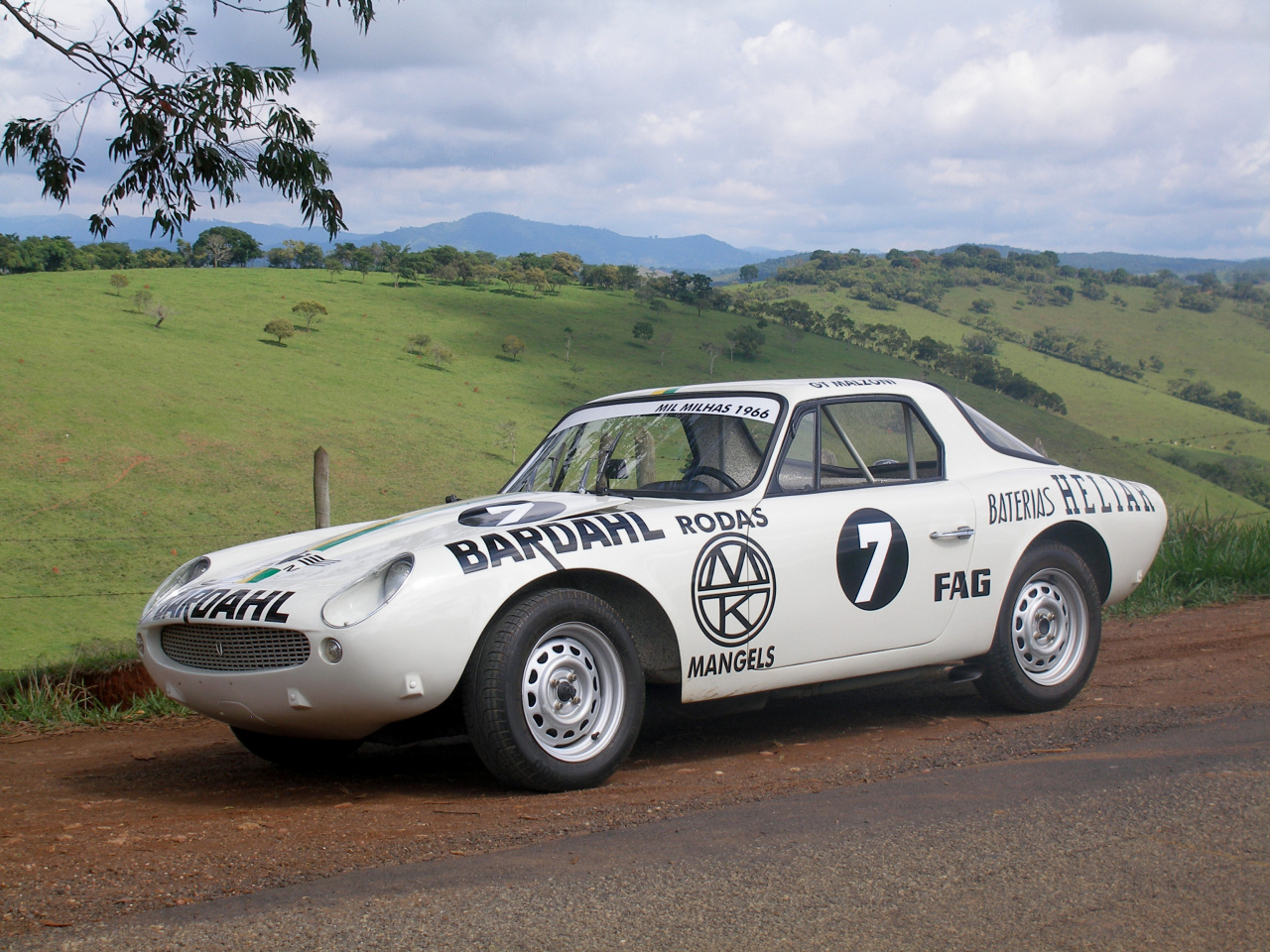
GT Malzoni, 1966

A produção e atualização de seu modelo se manteve firme e em 1966 foi lançado o Puma GT, que também era conhecido como Puma DKW, esse novo modelo se tornou um grande sucesso de vendas e isso se manteve até 1967, quando a Vemag foi comprada pela Volkswagen e a Puma deixou de ter um fornecedor de peças. Estando em uma situação bem complicada, Rino voltou para sua oficina localizada na fazenda, e trabalhou arduamente durante 9 meses para construir um novo veículoe manter a empresa no mercado. Ele usou um chassi de Karmann-Ghia e mecânica Volkswagen, lançando assim uma versão melhorada do modelo anterior. Isso permitiu a continuidade da empresa e mudança para o formato jurídico de capital aberto. O sucesso foi tão grande que o veículo foi exportado para diversos países, sendo produzido até 1970.

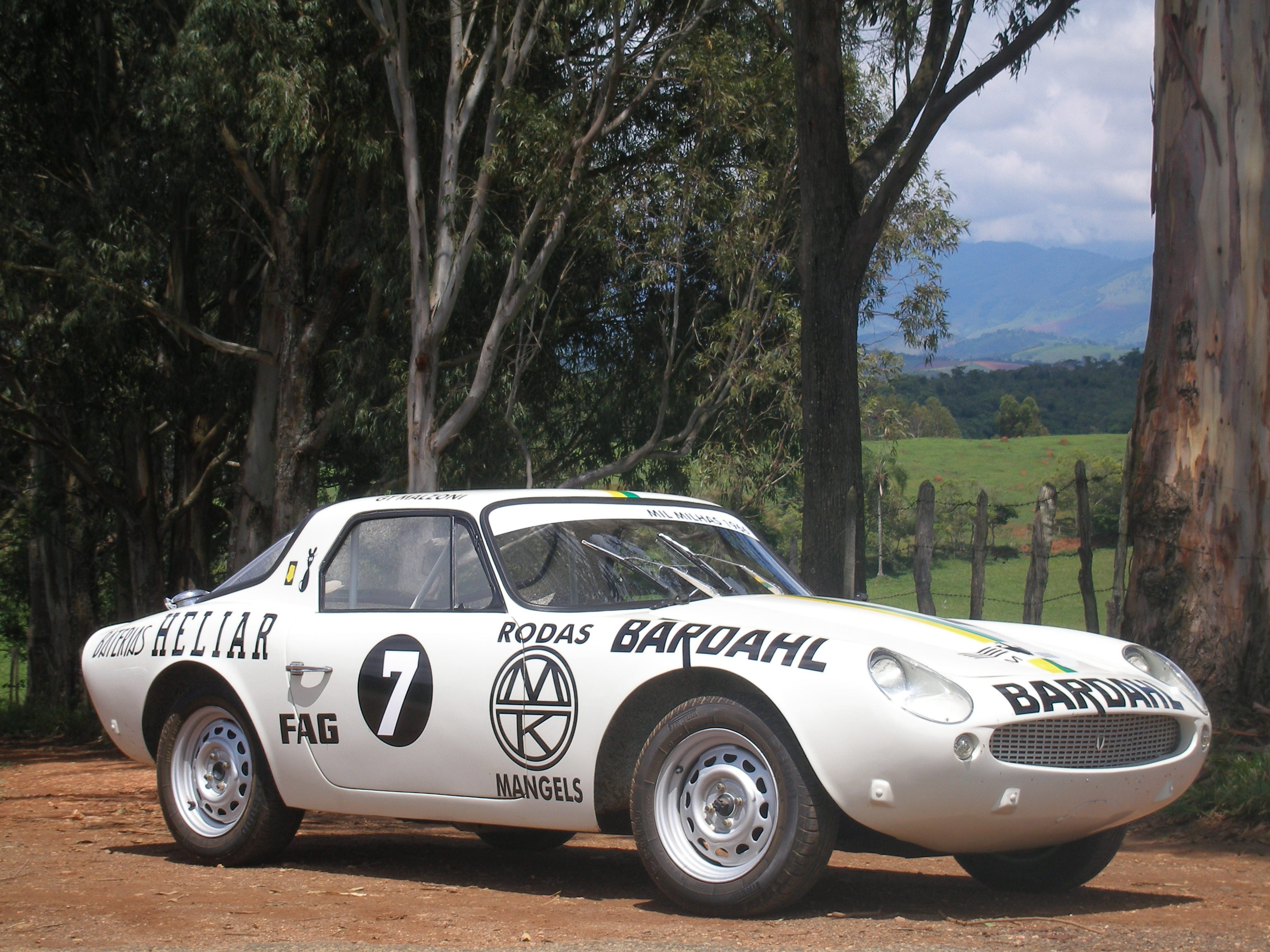
DKW GT Malzoni, 1965

Já em 1969, a Puma lançou uma edição limitada de seus esportivos, chamados de Puma GT4R, criada especialmente para ser sorteada na revista Quatro Rodas, uma das mais importantes publicações do setor automobilístico do Brasil. Foram produzidos apenas 3 veículos para o sorteio, nas cores cobre, azul e verde, além de um quarto veículo, feito para uso pessoal do próprio Malzoni.
Rino começou o projeto de um novo carro, que recebeu o nome de Puma GTO, sendo posteriormente batizado como Puma GTB. Esse novo veículo usava um subchassi e mecânica Chevrolet e começou a ser desenvolvido entre 1970 e 1972, sendo apresentado no Salão do Automóvel no mesmo ano. No entanto, o carro só chegou ao mercado em 1974.

### Afastamento da Puma
Em 1973, Rino Malzoni começou a passar por sérios problemas de saúde, cardíacos, o que o afastou por um tempo da empresa. Devido a esses problemas os demais sócios da Puma começaram a excluir Malzoni gradualmente de sua própria empresa, até que ele se afastou definitivamente da Puma em 1974, quando a marca passou por uma mudança de nome, deixando de ser a Puma Veículos e Motores e se tornando a Puma Indústria de Veículos.

### Anos posteriores e falecimento
Já afastado da Puma, ainda em 1974, Rino juntamente com seu filho, Francisco Malzoni, construíram um novo veículo, chamado de GT Malzoni, um carro esportivo feito nos moldes usados para construir o Puma GT4R, que usava uma carroceria nova, projetada e construída Rino, Francisco e o dono da Polyglass, fabricante de buggys, Antônio Pereira. Esse foi o primeiro automóvei brasileiro com faróis escamoteáveis e vidros elétricos.
O carro foi exposto no Salão do Automóvel de 1976 a pedido de Rino, onde o preço era de 200 mil cruzeiros, um preço muito alto em comparação a outros esportivos da época, como por exemplo o Bianco GT que custava 50 mil cruzeiros. Mesmo assim, para a surpresa de todos os envolvidos, foram encomendados 25 unidades desse veículo. Para atender às demandas dos novos veículos, Francisco contatou Jorge Letry, dono de uma firma de laminação de fibra de vidro para ajudar na produção, infelizmente a fábrica acabou fechando e a produção foi transferida para Araraquara. 
Após a mudança de local de produção, Francisco vendeu a fábrica para José Marquez, um amigo da família Malzoni que transferiu novamente a produção para Matão, onde foram produzidas 10 unidades. Entretanto, a produção não avançou devido à morte de José Marquez, que faleceu em um acidente automobilístico.
O último projeto de Rino foi o Passat Malzoni, que foi inspirado no Dodge Polara, mas que ainda tinha fortes traços do Passat original, ele tinha faróis quadrados e diversas peças foram substituídas por peças feitas de fibra de vidro, a fim de deixar o carro mais leve e mais rápido. A ideia de Rino era produzir o Passat Malzoni em pequena escala em sua oficina em Araraquara, onde as modificações seriam feitas em carros fornecidos pelos próprios clientes. No entanto, o projeto não prosseguiu devido ao seu falecimento em outubro de 1979, aos 62 anos.

## Homenagens
Em 2009, o GT Malzoni foi incorporado ao acervo do Museu da Audi (Audi Museum Mobile), em Ingolstadt, na Alemanha. Em 2013 a Puma voltou a ativa sob o nome de Puma Automóveis Ltda, e anunciou em 2017 que planejava o lançamento de um novo veículo chamado de Puma GT Lumimari, com o nome original da marca Puma e com as iniciais ''ri'' de Rino Malzoni.